# 엠마보다시

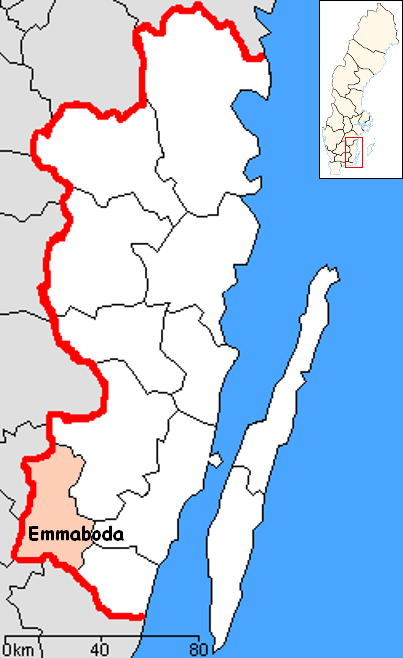
엠마보다 시의 위치

엠마보다시(스웨덴어: Emmaboda kommun)는 스웨덴 칼마르주에 위치한 지방 자치체로 행정 중심지는 엠마보다이며 면적은 718.65km2, 인구는 9,348명(2016년 12월 31일 기준), 인구 밀도는 13명/km2이다.

시 문장